# James Butler (4e comte d'Ormonde)
Pour les articles homonymes, voir James Butler et Butler.
James Butler 4e comte d'Ormonde (né le 23 mai 1393 – mort le 23 août 1452) est le fils de James Butler (3e comte d'Ormonde) (en), il succède à son père comme comte d'Ormonde de 1405 à 1452. Surnommé le Comte Blanc (anglais The White Earl), il fut renommé pour sa culture et le commanditaire d'une œuvre de la littérature irlandaise  The Book of the White Earl: Leabhar an Iarla Bháin). Sa longue carrière politique se caractérise par une âpre faide avec la famille Talbot.

## Origine
James Butler est le second mais l'aîné des fils survivants de James Butler, 3e comte d'Ormond, et de sa première épouse Anne Welles (en), fille de John de Welles, 4e baron Welles et de Maude de Ros, fille de William de Ros (en) de Helmsley.

## Carrière

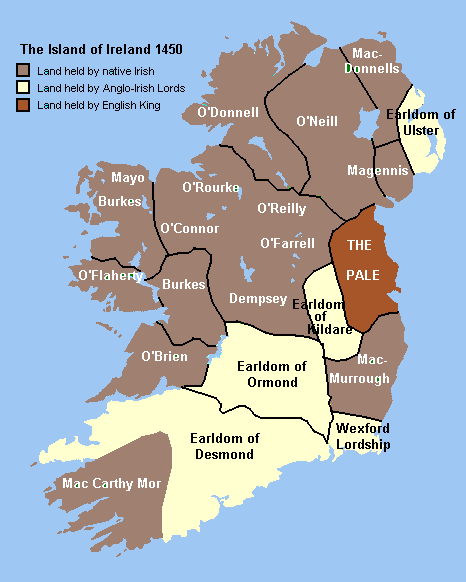
L'Irlande en 1450 dont le comté d'Ormond

Il convainc Henri V de créer une fonction de Roi d'Armes (en) en Irlande, avec un titre de Roi d'Armes d'Irlande (en), modifié plus tard par Édouard VI en Roi d'Armes d'Ulster (en), et il attribue des domaines à perpétuité  au College of Arms, de Londres. Il est nommé Lord Deputy d'Irlande du 8 décembre 1407 au 2 août 1408, et Lord-lieutenant d'Irlande du 24 avril 1420 au 10 avril 1422, Deputy et Lieutenant 1424, Justiciar 28 avril 1425 au 13 avril 1426 et de 1426 à 1247 de nouveau Deputy et Lieutenant 1441-1442, Lieutenant mars 1442 au 28 avril 1444 et enfin Deputy et Lieutenant de 1450 à 1452 Il nomme lui-même  James FitzGerald sénéchal d'Imokilly en 1420.

### Le conflit Butler-Talbot
L'exercice de sa fonction de Lord Lieutenant est marqué par un âpre conflit avec la famille Talbot, qui avait à sa tête John Talbot, et son frère Richard, Archevêché de Dublin. Le point culminant de leur contentieux intervient 1442 quand l'archevêque Talbot, intervenant sans doute à la demande du Parlement d'Irlande, présente au Conseil Privé une longue liste de reproches contre Ormond, qui est accusé d'être sénile et affaibli, en fait il n'avait que 50 ans, ce qui n'était pas considéré comme un grand âge même au XVe siècle, et qui aurait perdu de nombreux États irlandais du fait de sa négligence; il y est également fait de vagues références à sa trahison et d'« autres crimes qui ne peuvent être nommés ». Le Conseil somme Ormond de rendre compte de ses actes : il se défend lui-même vigoureusement, et fait détailler des contre charges envers l'archevêque. Le Conseil ne prend aucune sanction contre lui. Au lieu de cela, il réprimande sévèrement les deux partis du différend pour avoir perturbé la bonne gouvernance de l'Irlande. Le conflit s'éteint progressivement et des relations amicale s'établissent entre les deux familles concrétisées par un le  mariage de la fille d'Ormond Elizabeth avec John le fils et héritier de Shrewsbury,.

### Dernières années
Ormond demeure une figure influente de la politique irlandaise, bien que ses dernières années soient troublées par de nouvelles querelles avec le comte de Desmond, avec Giles Thorndon, le Trésorier d'Irlande, avec Thomas Fitzgerald, le prieur des hospitaliers de Kilmainham et avec Richard Wogan, le lord Chancelier d'Irlande  Wogan, en particulier, se plaint de ne plus pouvoir supporter le fardeau de la « lourde seigneurie» d'Ormond et demanda à être autorisé à suppléer ses fonctions. Les relations entre Ormond et le prieur Fitzgerald devinrent si mauvaises qu'en 1444 on suggéra sérieusement qu'ils règlent l'affaire par un duel judiciaire, mais le roi Henri VI intervint en personne pour les persuader de faire la paix.
En 1440, Ormond obtient la concession du temporel du siège de Cashel pour 10 ans, après la mort de l'archevêque, Richard O'Hedian. Il édifie les châteaux de  Nenagh, Roscrea et Templemore dans le Nord du comté de Tipperary  et de Tulleophelim (ou Tullowphelim) dans le comté de Carlow. Il donne le manoir et l'advowson (en) de Hickcote dans le Buckinghamshire aux Hospital of St Thomas of Acre à Londres, ce qui est confirmé par le  Parlement d'Angleterre dans la 3e année Henri VI) à la demande de son fils.
Lorsque son beau-père meurt sans fils héritier survivant, Ormond, revendique du droit de sa seconde épouse Elizabeth, la possession du comté de Kildare, et réussit pendant plusieurs années à exclure l'héritier légitime de son patrimoine.
Il meurt à Dublin le 23 août 1452 au retour d'une expédition contre  Connor O'Mulrian, et il est inhumé dans l'église de l'abbaye Sainte-Marie, près de Dublin.

## Unions et descendance
Il épouse d'abord en 1413, Joan Beauchamp (1396–1430), la fille de William de Beauchamp, 1er baron Bergavenny et de Joan FitzAlan, qui lui donne trois fils et deux filles puis en secondse noces par contrat du 18 juillet 1432, Elizabeth FitzGerald (c. 1398 – 6 août 1452), veuve de John Grey, 2e baron Grey of Codnor (mort le 14 septembre 1430, et fille de Gerald FitzMaurice et de sa seconde épouse Agnes Darcy, avec qui il n'a pas d'enfant
- James Butler (1er comte de Wiltshire), 5e comte d'Ormonde, meurt sans héritier légitime.
- John Butler (6e comte d'Ormonde), meurt sans héritier légitime.
- Thomas Butler (7e comte d'Ormonde) (en),
- Elizabeth Butler, épouse John Talbot (2e comte de Shrewsbury)
- Anne Butler, meurt célibataire.

## Sources
- (en) T.W Moody, F.X. Martin,F.J. Byrne, Maps, Genealogies, Lists. A companion to Irish History part II, Oxford, Oxford University Press, coll. « A New History of Ireland » (no 9), 2011, 674 p. (ISBN 9780199593064)
- (en) Art Cosgrove (sous la direction de), Medieval Ireland 1169-1534, Oxford, Oxford University Press, coll. « A New History of Ireland » (no 2), 2008, 1004 p. (ISBN 978019 9539703), p. 531,535,539,547-49,550,562,583,
- (en) Steven G. Ellis, Butler, John, sixth earl of Ormond (d. 1476/7), 2004
- (en) Douglas Richardson, Magna Carta Ancestry: A Study in Colonial and Medieval Families, vol. I, Salt Lake City, Kimball G. & Everingham, 2011 (ISBN 978-1449966379), p. 382
- Butler family Consulté le 27 mai 2021.
- (en) Charles Mosley, editor, Burke's Peerage, Baronetage & Knightage, 107e édition, 3 volumes (Wilmington, Delaware, U.S.A.: Burke's Peerage (Genealogical Books) Ltd, 2003), volume 2, page 2298.